# Bodin (Alta Garona)
Bodin (francès Bouzin) és un municipi del departament francès de l'Alta Garona, a la regió d'Occitània.